# Norbert Nemec
Norbert Nemec (* 1970 in Wien) ist ein österreichischer Historiker.
Nemec studierte nach der Matura Geschichte und Germanistik auf Lehramt an der Universität Wien. 2000 wurde er bei Erika Weinzierl am Institut für Zeitgeschichte mit der Dissertation Erzherzoginnen in Österreich. Position von 1848–1945 zum Dr. phil. promoviert.
Er ist Lehrbeauftragter für Kirchengeschichte und Mitglied des Instituts für Kirchengeschichte und Kirchenrecht der Philosophisch-Theologischen Hochschule Benedikt XVI. bei Heiligenkreuz. Nemec veröffentlichte vor allem zu Frauen des Hauses Habsburg.

## Schriften (Auswahl)
- Marie Therese von Braganza (1855–1944). Der gute Geist im Hause Habsburg. Ed. Praesens, Wien 1995, ISBN 3-901126-44-9. (2. Auflage 2000)
- Tips & Tricks für das Studium an der Universität Wien. Ed. Praesens, Wien 1997, ISBN 3-7069-0086-6.
- Österreich in den Revolutionsjahren 1848 und 1849. Ed. Praesens, Wien Wien 2001, ISBN 3-7069-0108-0.
- Erzherzogin Maria Annunziata (1876–1961). Die unbekannte Nichte Kaiser Franz Josephs I. Böhlau, Wien u. a. 2010, ISBN 978-3-205-78456-2.